# Albo-albo
Albo-albo (duń. Enten-Eller) – utwór duńskiego filozofa Sørena Kierkegaarda, wydany w dwóch tomach w 1843 roku.

## Charakterystyka

### Pseudonimowość
Zbiór został opublikowany w Kopenhadze w 1843 roku pod pseudonimem Victor Eremita (łac. zwycięski pustelnik). Kierkegaard wyjaśnił później, iż jego pseudonimowe prace są dziełami estetycznymi. Ponadto publikując pod pseudonimem Kierkegaard chciał, aby czytelnicy uniknęli uprzedzeń oraz oderwali się od wpływu systemu heglowskiego.
Przedmowa do dzieła wyjaśnia, iż wydawca znalazł „papiery” ukryte w zakupionym przez niego sekretarzyku. „Papiery” te wyraźnie miały wskazywać na dwóch autorów, których wydawca nazwał A i B, przy czym na drugą część składają się listy B pisane do A. Ponadto wydawca zaznaczył, że o ile o autorze B wiadomo, iż jest radcą sądowym o imieniu Wilhelm, o tyle o autorze A nie ma żadnych informacji. Wydawca podjął się również spekulacji, iż A nie jest autorem, a jedynie wydawcą Dziennika uwodziciela – ostatniego utworu pierwszej części zbioru.

### Tytuł
Tytuł ma dwojakie znaczenie. Z jednej strony odwołuje się do triady heglowskiej: po zmianie (tezie), następuje przeciwstawna zmiana (antyteza), z których wyłania się zmiana (synteza). Kierkegaard twierdził, że ta teoria zagraża prawu sprzeczności. Po drugie, dwie części odnoszą się do wyróżnionych przez Kierkegaarda sfer egzystencji: etycznej i estetycznej (poza którymi Duńczyk wyróżnił również sferę religijną).

## Spis utworów[a]

### Tom I
- Diapsalmata (Διαψαλματα)
- Stadia erotyki bezpośredniej albo erotyka muzyczna (duń. De umiddelbare erotiske Stadier eller det Musikalsk-Erotiske)
- Odblask antycznego tragizmu w tragizmie współczesnym (duń. Det antike Tragiskes Reflex i det moderne Tragiske)
- Wycinanki z czarnego papieru (duń. Skyggerids)
- Najnieszczęśliwszy (duń. Den Ulykkeligste)
- „Pierwsza miłość”. Komedia w jednym akcie Scribe'a w przekładzie J.L. Heiberga (duń. Den første Kjærlighed, Lystspil i een Akt af Scribe, oversat af J. L. Heiberg)
- Gospodarka przemienna (duń. Vexeldriften)
- Dziennik uwodziciela (duń. Forførerens Dagbog)

### Tom II
- Estetyczna ważność małżeństwa (duń. Ægteskabets æsthetiske Gyldighed)
- O równowadze między tym, co estetyczne, i tym, co etyczne w kształtowaniu się osobowości (duń. Ligevægten mellem det Æsthetiske og Ethiske i Personlighedens Udarbeidelse)
- Ultimatum (duń. Ultimatum)